# John Venn
John Venn, FRS, angleški logik in filozof, * 4. avgust 1834, Kingston upon Hull, Yorkshire, Anglija, † 4. april 1923, Cambridge, Anglija.
Venn je najbolj znan po uvedbi Vennovega diagrama, ki se uporablja na številnih področjih, vključno pri teoriji množic, verjetnostnem računu, logiki, statistiki, računalništvu in informatiki.

## Življenje in znanstveno delo
Venn se je rodil Marthi Sykes in Rev Henryju Vennu, ki je bil rektor župnije Drypool. Njegova mati je umrla, ko je bil star tri leta. Venn je izhajal iz dolge vrste cerkvenih evangeličanov, vključno z dedkom Johnom Vennom. Sledil je družinski tradiciji in postal anglikanski duhovnik, posvečen leta 1859, ki je služil najprej v cerkvi v Cheshuntu v Hertfordshireu in kasneje v Mortlake, Surrey. 
Šolal se je zasebno do leta 1853, ko je odšel na Gonville and Caius kolidž v Cambridge. Leta 1857 je diplomiral iz matematike. Leta 1862 se je vrnil na Univerzo v Cambridgeu kot predavatelj moralne znanosti, proučevanja in poučevanja logike in teorije verjetnosti. 
Leta 1868 se je poročil z Susanno Carnegie Edmonstone, s katero je imel enega sina, Johna Archibalda Venna. 
Leta 1883 je izstopil iz duhovščine, ker je ugotovil, da je anglikanizem nezdružljiv z njegovimi filozofskimi prepričanji. V istem letu je bila Venn izvoljen za člana Kraljeve družbe in je bil nagrajen z Sc.D. Cambridge.
Umrl je 4. aprila 1923. Vzrok smrti ni znan.

## Spomeniki
- Venna se spominjajo na Univerzi v Hullu s poimenovanjem Vennove stavbe, zgrajene leta 1928.
- Vitražno okno v jedilnici Gonville and Caius koledža v Cambridgeu obeležuje Vennovo delo.
- V spomin na 180. obletnico rojstva je 4. avgusta 2014 Google zamenjal svoj logotip na globalnih iskalnih straneh z Johna Venna Google Doodle.

## Izbrana dela
Vennova izbrana dela (Alumni Cantabrigienses), biografski register nekdanjih članov Univerzi v Cambridgeu. To delo je še vedno posodobljeno na spletu (oglejte si Zunanje povezave spodaj). Druga dela:
- »Consistency and Real Inference«. Mind. 1 (1). Januar 1876.
- Symbolic Logic. London: Macmillan and Company. 1881. ISBN 1-4212-6044-1.
- »On the Employment of Geometrical Diagrams for the Sensible Representation of Logical Propositions«. Proceedings of the Cambridge Philosophical Society. 4: 47–59. 1880.
- The Logic of Chance: An Essay on the Foundations and Province of the Theory of Probability, with Especial Reference to Its Application to Moral and Social Science (1 izd.). London and Cambridge: Macmillan. 1866..  Two further editions were published[5][6]
- Caius College. London: F. E. Robinson & Company. 1901.
- Caius, John (1904).  John Venn (ur.). The Annals of Gonville and Caius College. Printed for the Cambridge Antiquarian Society, sold by Deighton, Bell & Co.
- Annals of a Clerical Family: Being Some Account of the Family and Descendants of William Venn, Vicar of Otterton, Devon, 1600-1621. Cambridge: Cambridge University Press. 1904. ISBN 978-1-108-04492-9.
- On Some of the Characteristicsof Belief. London and Cambridge: MacMillan an Co. 1870.